# Стевения
Стевения (лат. Stevenia) — олиготипный род травянистых растений семейства Капустные или Крестоцветные (Brassicaceae). Род назван в честь русского ботаника Христиана Стевена, включает в себя четыре вида, происходящих из Китая, Монголии и России.
Одно-, двух- или многолетние травянистые растения с прямостоящими стеблями, иногда ветвящимися в верхней трети, обычно войлочо-сероватого цвета.
Стеблевые листья сидячие, простые, клиновидной продолговатой формы.
Цветки с четырьмя лепестками белые, розовые, пурпурные или жёлтые собраны кистевидные соцветия.
Плод — стручок.

## Виды
Род включает 4 вида:
- Stevenia alyssoides Adams & Fisch. typus[2] — Стевения бурачковая [syn.  Stevenia zinaidae Malyschev — Стевения Зинаиды]
- Stevenia cheiranthoides DC. — Стевения левкойная, или Стевения левкоевидная
- Stevenia incarnata (Pall. ex DC.) Kamelin — Стевения мясо-красная, или Стевения краснеющая, или Стевения розоватая
- Stevenia sergievskajae (Krasnob.) Kamelin & Gubanov — Стевения Сергиевской, или Бурачок Сергиевской